# 山下江
山下 江（やました こう、1952年4月 - ）は、日本の弁護士、山下江法律事務所代表。元広島弁護士会副会長。広島県江田島市出身。東京大学工学部中退。

## 略歴
- 1952年4月 広島県江田島市に生まれる
- 1971年
  - 3月 修道高等学校卒業
  - 4月- 東京大学教養学部・同大学工学部
- 1990年11月 司法試験合格
- 1993年
  - 3月 最高裁判所司法研修所卒業（実務修習は大阪）
  - 4月 弁護士登録、東京弁護士会所属
- 1995年7月 広島弁護士会に登録替、山下江法律事務所設立
- 2002年4月- 広島商工会議所倒産防止相談事業専門スタッフ、広島県中小企業再生支援協議会専門スタッフ、広島商工会議所経営安定特別相談スタッフ、広島市中小企業支援センター事業可能性評価委員、広島市緑化推進審議会副会長など歴任
- 2006年
  - 4月 広島弁護士会副会長
  - 6月- NPO法人広島経済活性化推進倶楽部 (KKC) 理事長
- 2006年10月-2014年6月 山口フィナンシャルグループ (YMFG) 監査役
- 2015年6月- NPO法人さとうみ振興会会長

## 著書
- 山下江『相続・遺言のポイント50』南々社（初版2016/5/26）